# Merano Challenger 1998
Il Merano Challenger 1998 è stato un torneo di tennis facente parte della categoria ATP Challenger Series nell'ambito dell'ATP Challenger Series 1998. Il torneo si è giocato a Merano in Italia dal 13 al 19 luglio 1998 su campi in terra rossa.

## Vincitori

### Singolare
Sláva Doseděl ha battuto in finale  Christian Ruud con il punteggio di 7–6, 7–6

### Doppio
Pablo Albano /  Nicolás Lapentti hanno battuto in finale  Giorgio Galimberti /  Massimo Valeri con il punteggio di 6–1, 6–1